# Bønstrup (Sydslesvig)
Bønstrup (på tysk Bönstrup) er en landsby i det nordlige Tyskland, beliggende nordvest for Grumtoft by i det nordlige Angel i Sydslesvig. Landsbyen er omgivet af Langballe og Undevad i nord, Grumtoft i sydøst, Fulbro (Voldewraa) i vest og Husby Mølle og Spang i sydvest. Landsbyen ligger på et let kuperet terræn med gode jordbundsforhold. I den danske periode hørte landsbyen under Grumtoft Sogn (Husby Herred) i Flensborg Amt, Hertugdømmet Slesvig (Sønderjylland). Med til Bønstrup regnes Bygbjerg (Bückbjerg) og Katbjerg (Kattberg). På vej til Grumtoft ligger den 60 meter høje Høgebjerg (Höckeberg). I 1867 blev byen en selvstændig kommune. Kommunen havde 1969 280 indbyggere og rådede over et areal på 447 ha. 1970 blev kommunen indlemmet i Grumtoft kommune. 
Bønstrup blev første gang nævnt i 1352 som Boenstorp. Forleddet må være et ellers ukendte mandsnavn glda. Bøn. Stedet har samme navn som Bønstrup ved Vamdrup.